# 七一水库 (广安)
七一水库是中国四川省广安市广安区境内的一座水库，位于渠江支流肖溪河上，建于1975年。水库正常库容为1335万立方米，集雨面积为81平方千米，海拔为396.85米。